# トンネル57

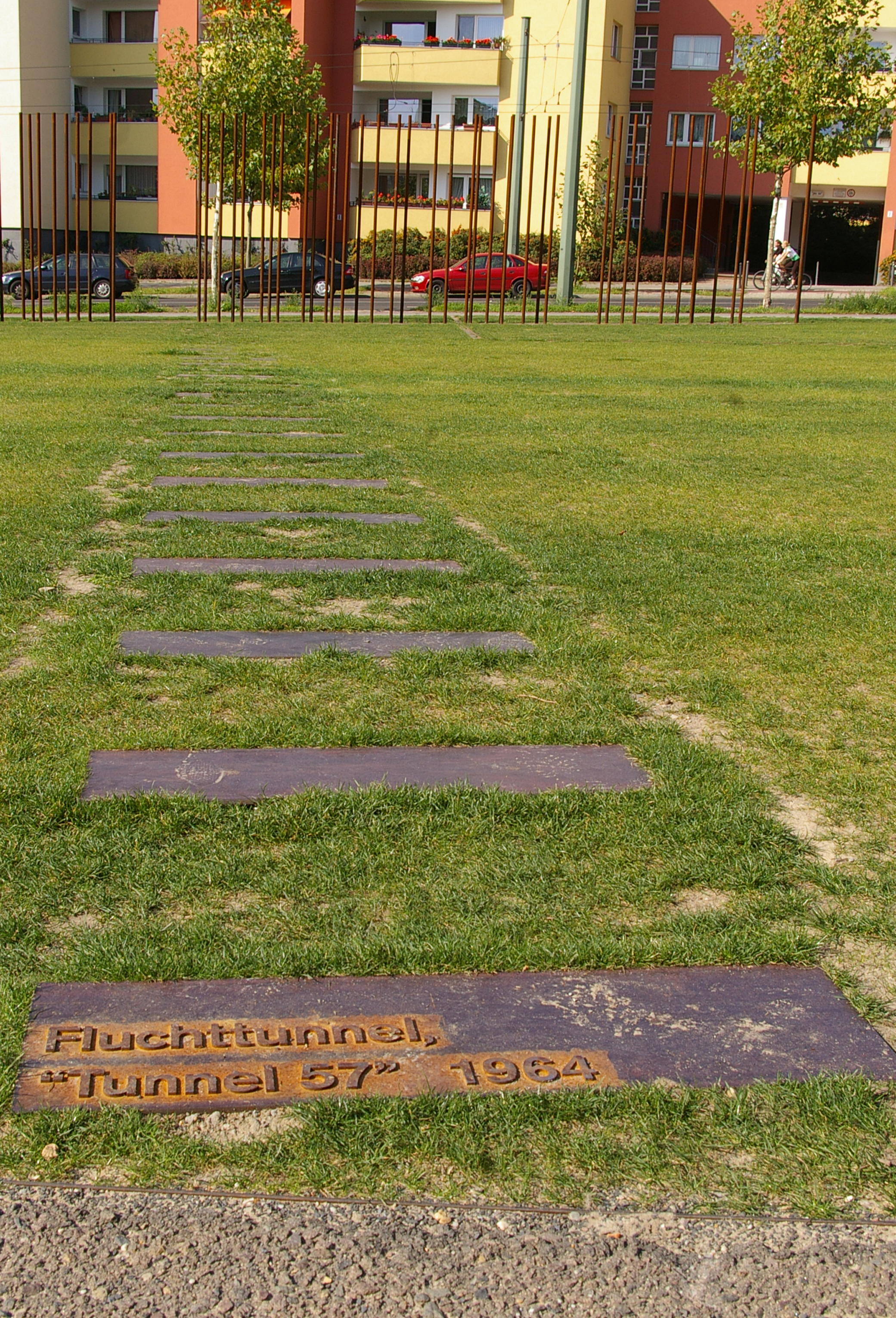
ベルリンの壁記念公園に設置されているトンネルのあった場所を示す標識。背景には、ベルナウアー通りが見える。

トンネル57は、ベルリンの壁の地下に存在していた、東ベルリン市民の集団脱出に使われたトンネル。1964年10月3日・4日に、57人の東ベルリン市民が西ベルリンへ集団脱出した。このトンネルは、西ベルリンのベルナウアー通り97番地にあったパン屋の空き店舗の地下から建設され、当時現地でベルリンの壁の一部をなしていた、ベルナウアー通り東側のレンガで塞がれた空きアパート群の下を通り、東ベルリンのシュトレーリッツァー通り55番地の中庭にあった屋外トイレまで繋がっていた。深さ12メートル (39 ft)、長さ145メートル (476 ft)を誇り、ベルリンで建設された中で、最も深く、最も長く、かつ最も高額な脱出用トンネルであった。 ヴォルフガング・フックス、のちに宇宙飛行士となるラインハルト・フラー、そして多数のベルリン自由大学学生を含む35人の西ベルリン市民が、1964年4月から10月にかけてトンネル建設を手伝い、ついに10月3日及び4日の両日、57人がこのトンネルを通ってドイツ民主共和国へと脱出した。

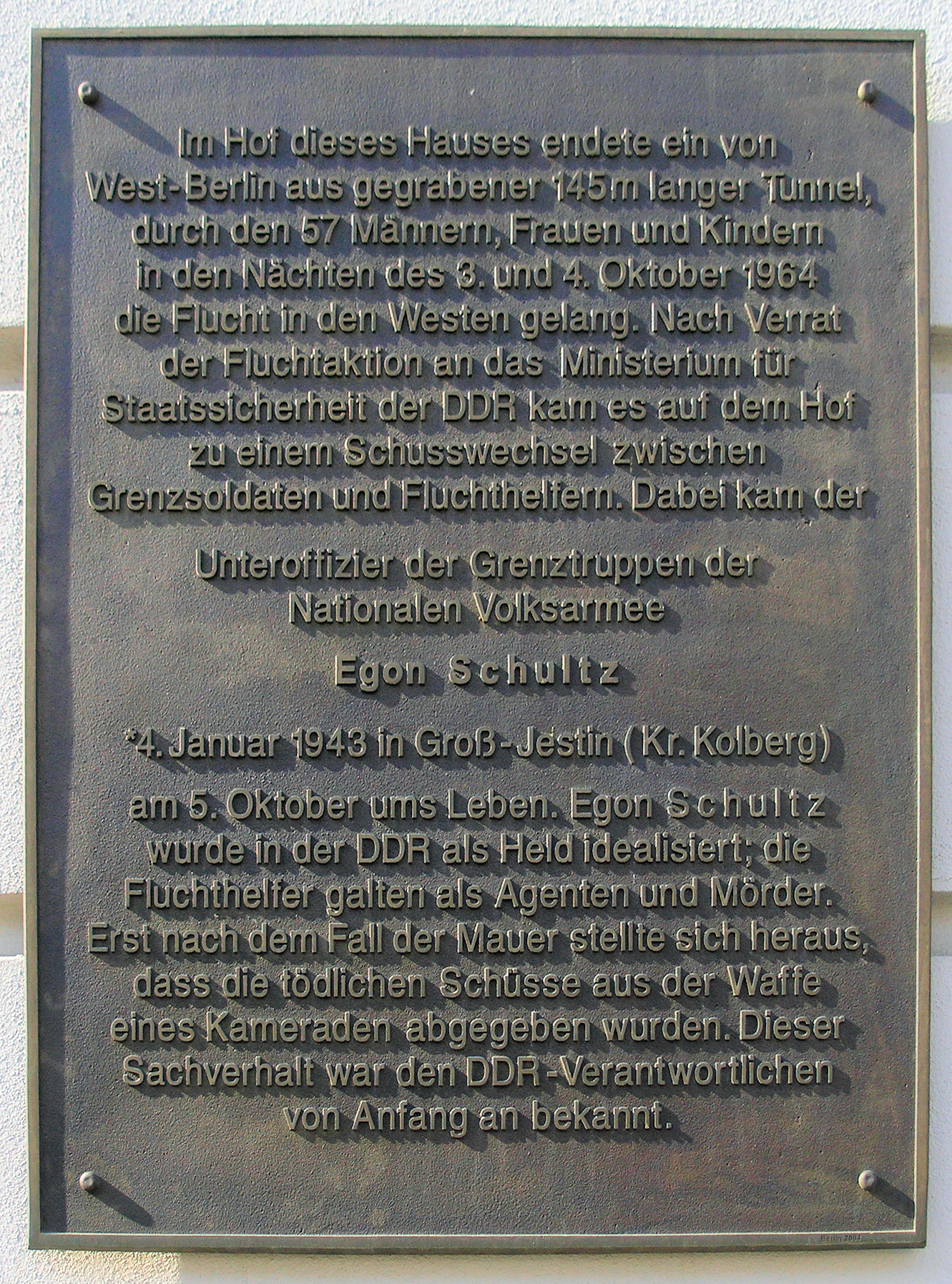
ベルリン市ミッテ区シュトレーリッツァー通り55番地の建物に設置されている記念銘板。

## 歴史
所謂、案内人（英語: couriers）と呼ばれるトンネルの計画者は、東ベルリンのいる120人と接触し、彼らの脱出を計画していた。案内人は、脱出希望者をシュトレーリッツァー通り55番地とその中庭に連れていき、そこでラインハルト・フラーが、屋外トイレにあるトンネル入口へ案内する手筈となっていたが、脱出予定だった120人の中に、東ドイツの秘密警察であるシュタージの協力者が1名紛れ込んでいた。脱出二晩目の10月4日、24時頃に、私服のシュタージ職員が入口へ現れて、脱出希望である旨、及び他の友人も一緒に脱出するために連れて来たい旨を偽って申し出た。その後、その2人が、友人ではなく国境警備隊を伴って戻ってきたので、協力者の一人クリスチャン・ツォーベルは警備隊に発砲し、弾が隊員のエゴン・シュルツの肩に当たった。シュルツは地面に倒れ、もう一度立ち上がろうとしたところを、仲間の隊員の誤射を受け、致命傷を負った。
翌日、東ベルリンの報道機関は、この事故をプロパガンダに利用しようと、「西ベルリンのテロリストが国境警備隊を殺害した」と報じた。ドイツ民主共和国の一党独裁共産主義政党であるドイツ社会主義統一党は、この噂を広め、シュルツを「国境の冷酷な敵（ドイツ語: Grenzverletzer）」の犠牲となった殉教者に仕立て上げた。ドイツ再統一後になって初めて、 当時のシュタージの記録を利用することで、事件の正確な全容を再現することができた。クリスチャン・ツォーベルは、1980年代に自身が亡くなるその時まで、自分がシュルツに致命傷を負わせたと誤解したままだった。
今日、現場にある記念銘板は、脱出の成功とベルリンの壁の犠牲者としてのシュルツの死の両方を記念したものである。
トンネル57は、西側の報道機関の注目も集めた。ドイツの雑誌シュルテンは、トンネルの資金援助をしていたにも関わらず、事件そのものからは距離を置いた報道を行った。トンネルの建設者は、それぞれ別の道を歩むこととなり、多くは危険な脱出作戦から手を引くこととなった。建設者の一人であるラインハルト・フラーはベルリン自由大学での物理学を続け、のちに宇宙飛行士となった。ヴォルフガング・フックスとハッソ・ヘルシェルは、ドイツ民主共和国から脱出する人々を引き続き手助けした。
このトンネルは、撮影権をドイツや海外の報道機関や通信社に販売することで、資金の一部を得ていた。そのうち最も多額の寄付は、西ドイツの連邦内ドイツ関係省の約30,000ドイツマルクである。